# Omar Ibn Al Faridh
 (janvier 2013).
Si vous disposez d'ouvrages ou d'articles de référence ou si vous connaissez des sites web de qualité traitant du thème abordé ici, merci de compléter l'article en donnant les références utiles à sa vérifiabilité et en les liant à la section « Notes et références ».
Omar Ibn Al Faridh ou Ibn al-Fârid (né en 1181 au Caire et mort dans cette même ville en 1235) est un poète arabe et égyptien. C'est un des plus grands poètes mystiques du soufisme au XIIe siècle.

## Biographie
Son père était juge et une personnalité importante du gouvernement. Très jeune, Ibn al-Fârid fit des retraites dans des oasis proches de la ville. Il suivit ensuite sa scolarité dans une école de droit religieux. Il vécut quelque temps à La Mecque, devint maître de hadith mais aussi de poésie. Il refusa cependant les propositions qui lui furent faites d’écrire des chants de propagande politique. 

## Sa poésie
Sa poésie est entièrement d’inspiration soufie et plusieurs de ses poèmes ont été écrits, selon les sources, en état de ravissement spirituel. On considère ceux-ci comme un des sommets de la mystique de langue arabe. Ils sont encore appris et vénérés aujourd’hui.
Ibn Al-Fârid est connu pour sa poésie mystique d'inspiration bachique. Le vin est pour lui l'allégorie de l'ivresse spirituelle. Son poème le plus célèbre est précisément intitulé Le poème bachique (Al-Khamriya).

## Publications
- L'Éloge du vin (Al Khamriya), poème mystique de Omar Ibn Al Faridh et son commentaire par Abdalghani an Nabolosi, traduits de l'arabe avec la collaboration de Abdelmalek Faraj et précédés d'une étude sur le soufisme et la poésie mystique musulmane (avec la coll. d'Émile Dermenghem), Paris, Véga, 1931.
- Poèmes extraits du Diwan d'Omar Ibn-Faredh ; par M. Grangeret de La Grange, Dondey-Dupré père et fils (Paris), 1823[3].
- La grande Taiyya, la voie mystique, traduction Claudine Chomez, Paris, La Différence, 1987.